# My Silent Wake
My Silent Wake é uma banda do Reino Unido, cuja sonoridade resulta de uma mistura entre os gêneros death metal, doom metal e música folclórica medieval.

## História
My Silent Wake foi formado em 2005, em North Somerset, na Inglaterra. As raízes da banda remontam à época da separação de outra banda britânica, o Ashen Mortality. Desta forma, o vocalista e guitarrista Ian Arkley (também integrante da banda Seventh Angel, e de nomes como Ashen Mortality, Century Sleeper, Paramaecium e The Other Window) deu início ao My Silent Wake, se juntando a Andi Lee (ex-integrante do Ashen Mortality) e Jasen White (ex-integrante do Bloodwork)
Em fins de 2005, o grupo, recém-formado, assinou seu primeiro contrato, com o selo Bombworks Records. No final do mesmo ano, lançou uma demo, contendo apenas duas músicas, Your Cold Embrace e Encircle. A seguir, em março de 2006, seu primeiro álbum foi lançado, com o nome Shadow of Sorrow, contendo nove músicas inéditas e ainda a inclusão das duas composições contidas na demo anteriormente lançada. Este álbum foi masterizado por Rex Zachary, da banda Opeth.
O My Silent Wake participou, pouco depois, da gravação de um álbum, em conjunto com o grupo suíço Pylon, trabalho que foi intitulado como Empyrean Rose, mas que somente seria lançado ao público em 2013. Este trabalho possuía 11 composições, sendo cinco novas e inéditas do My Silent Wake e seis novas e inéditas da banda Pylon. A partir d então, o My Silent Wake deu início a uma fase de ampla produção musical, chegando a lançar uma média de mais de um álbum por ano. Em 2007, a banda lançou o álbum The Anatomy Of Melancholy; tratava-se do primeiro álbum duplo na carreira da banda, contendo, ao todo, 17 faixas inéditas, já evidenciando a produtividade musical do grupo. O ano em que o My Silent Wake mais lançou trabalhos foi 2013. Naquele ano, a banda lançou o álbumSilver Under Midnight, contendo sete composições, lançado pela Bombworks Records, e o álbum duplo Preservation Restoration Reconstruction, lançado de forma independente, contendo, ao todo, 13 composições. Também lançou um EP, de nome The Last Man, e um trabalho chamado Empyrean Rose, com nove faixas. Em fevereiro do ano seguinte, 2014, o My Silent Wake assina um contrato com o selo italiano House Of Ashes. Pouco depois, foi anunciada a entrada do baterista Gareth Arlett (ex-integrante das bandas Amputed e Triaxxis.
Em maio de 2015, é anunciado o lançamento do álbum Damnatio Memoriae. No ano seguinte, o My Silent Wake anuncia uma turnê europeia, ao lado da banda A Sickness Unto Death.. Ao longo de sua carreira, o My Silent Wake já excursionou ao lado de bandas como o In Vain, da Noruega, e, em anos posteriores, com o Draconian, The Vision Bleak e Saturnus, entre outras.

## Membros

### Membros atuais
- Ian Arkley – guitarra, piano, sintetizador, didjeridu,  vocal
- Marc Ellison - guitarra acústica (após 2012)
- Gareth Arlett - bateria (após 2014)
- Mike Hitchen - guitarra (após 2014)
- Simon Bibby - cravo (após 2015)

### Ex-integrantes
- Kate Hamilton - violoncelo, clarinete, cravo, baixo, vocal
- Mark Henry - bateria
- Tank - bateria
- Alan Southorn - baixo (2005-2008)
- Andi Lee - baixo (2005-2011)
- Steve Allan - bateria (2005-2010)
- Jasen Whyte - bateria, vocal (2005-2010)
- Mike Hitchen - guitarra (2011-2012)
- Rich Alden - guitarra (2013-2014)

## Discografia

### Álbuns de estúdio
- 2006 : Shadow of Sorrow
- 2007 : The Anatomy of Melancholy
- 2008 : A Garland of Tears
- 2010 : IV Et Lux Perpetua
- 2013 : Silver Under Midnight
- 2013 : Preservation Restoration Reconstruction
- 2014 : Eye of the Needle
- 2015 : Damnatio Memoriae

### Splits e EP
- 2005 : My Silent Wake (EP)
- 2010 : Black Lights and Silent Roads (split)
- 2013 : The Last Man EP
- 2013 : Empyrean Rose (EP)
- 2014 : The Cage Sessions 03 (EP)
- 2014 : Silver (EP)

### Singles
- 2012 : Father
- 2015 : Three Furies
- 2015 : Hunting Season
- 2016 : NDE
- 2016 : Rebirth

### Álbum ao vivo
- 2007 : Sturm/Storm Promo DVD

### Compilações
- 2011 : Rare and Live Recordings. Vol.1
- 2012 : Acoustic Collection
- 2016 : An Unbroken Threnody: 2005-2015
- 2016 : An Unbroken Threnody: Apocrypha